# Saint-Révérien
Saint-Révérien é uma comuna francesa na região administrativa de Borgonha-Franco-Condado, no departamento Nièvre. Estende-se por uma área de 17,93 km². Em 2010 a comuna tinha 157 habitantes (densidade: 8,8 hab./km²).